# Themone paidion
Themone paidion är en fjärilsart som beskrevs av Hans Ferdinand Emil Julius Stichel 1910. Themone paidion ingår i släktet Themone och familjen Riodinidae. Inga underarter finns listade i Catalogue of Life.